# Annaphila spila
Annaphila spila là một loài bướm đêm trong họ Noctuidae.